# Kuglački klub Dubravčan Donja Dubrava
Kuglački klub "Dubravčan" ('KK "Dubravčan"; Dubravčan Donja Dubrava; Dubravčan) je muški kuglački klub iz Donje Dubrave, Međimurska županija, Republika Hrvatska. 
 
U sezoni 2020./21. klub se natječe u "3. hrvatskoj ligi - Sjever - zona Vararaždin", ligi četvrtog stupnja hrvatske lige u kuglanju. 

## O klubu
Kuglački klub "Dubravčan" je osnovan 1975. goine, te je u početku djelovao više orijentiran na rekreativno bavljenje športom. Prvi uspjesi dolaze sredinom 1980.-ih. 1989. godine muški par osvaja. mjesto na prvenstvu Jugoslavije. 
 
Osamostaljenjem Hrvatske, 1992. godine, "Dubravčan" nastupa u kuglačkim ligama regije Sjever". 
 
Za nastupe i treninge klub je koristio kuglanu SRC "Mladost" u Čakovcu, te kuglanama u Varaždinu i Krapinskim Toplicama, te posljednjih godina u Koprivnici. 

## Uspjesi

### nakon 1992.
3. HKL - Sjever
- prvak: 2012./13. (Varaždin)

### do 1991.
2. međimurska liga
- prvak: 1987./88.

### Pojedinačno (po disciplinama)
Prvenstvo Jugoslavije za parove
- doprvaci: 1989.

Prvenstvo SR Hrvatske za parove
- trećeplasirani: 1989.

## Pregled plasmana po sezonama
| sezona    | rang lige | liga                            | dio       | poz.      | klubova u ligi | ut        | pob       | ner       | por       | poen+     | poen-     | bod       | napomene  | izvori    |
| Dubravčan | Dubravčan | Dubravčan                       | Dubravčan | Dubravčan | Dubravčan      | Dubravčan | Dubravčan | Dubravčan | Dubravčan | Dubravčan | Dubravčan | Dubravčan | Dubravčan | Dubravčan |
| --------- | --------- | ------------------------------- | --------- | --------- | -------------- | --------- | --------- | --------- | --------- | --------- | --------- | --------- | --------- | --------- |
| 2010./11. | III.      | 3. HKL - Sjever - Varaždin      |           | 9.        | 12             | 22        |           |           |           | 105       | 15        |           |           |           |
| 2011./12. |           |                                 |           |           |                |           |           |           |           |           |           |           |           |           |
| 2012./13. | III.      | 3. HKL - Sjever - Varaždin      |           | 1.        | 13             | 24        | 16        | 2         | 6         | 121       | 71        | 34        |           |           |
| 2013./14. | II.       | 2. HKL - Sjever                 |           | 12.       | 12             | 22        | 2         | 1         | 19        | 50        | 126       | 5         |           |           |
| 2014./15. | III.      | 3. HKL - Sjever - Varaždin      |           | 5.        | 11             | 20        | 10        | 2         | 8         | 87        | 73        | 22        |           |           |
| 2015./16. | III.      | 3. HKL - Sjever - Varaždin      |           | 9.        | 12             | 22        | 8         | 1         | 13        | 79        | 97        | 17        |           |           |
| 2016./17. | IV.       | 3. HKL - Sjever - Zona Varaždin |           | 3.        | 10             | 18        | 11        | 0         | 7         | 76        | 68        | 22        |           |           |
| 2017./18. | IV.       | 3. HKL - Sjever - Zona Varaždin |           | 4.        | 12             | 22        | 13        | 1         | 8         | 95,5      | 80,5      | 27        |           |           |
| 2018./19. | IV.       | 3. HKL - Sjever - Zona Varaždin |           | 5.        | 11             | 20        | 12        | 0         | 8         | 91,5      | 68,5      | 24        |           |           |
| 2019./20. | IV.       | 3. HKL - Sjever - Zona Varaždin |           | 8.        | 11             | 16        | 6         | 0         | 10        | 59        | 69        | 12        |           |           |
| 2020./21. | IV.       | 3. HKL - Sjever - Zona Varaždin |           |           | 9              |           |           |           |           |           |           |           |           |           |
|           |           |                                 |           |           |                |           |           |           |           |           |           |           |           |           |
|           |           |                                 |           |           |                |           |           |           |           |           |           |           |           |           |

## Unutarnje poveznice
- Donja Dubrava

## Vanjske poveznice
- portal.kuglanje.hr, Kuglački klub Dubravčan
- kuglanje.hr, Kuglački klub Dubravčan - 810019
- sportilus.com, KUGLAČKI KLUB DUBRAVČAN DONJA DUBRAVA